# زدوونکی
زدوونکی (به لاتین: Zdounky) یک منطقهٔ مسکونی در جمهوری چک است که در شهرستان کرومیه‌رژیژ واقع شده‌است. زدوونکی ۲۶٫۶۲ کیلومتر مربع مساحت و ۲٬۰۸۵ نفر جمعیت دارد و ۲۳۷ متر بالاتر از سطح دریا واقع شده‌است.